# Alex Antetokounmpo
Alexandros Emeka Antetokounmpo (em grego: Αλέξανδρος Έμεκα Αντετοκούνμπο; Atenas, 26 de agosto de 2001), é um basquetebolista grego, que joga pelo time Club Baloncesto Murcia.